# Antwerpse Heirweg

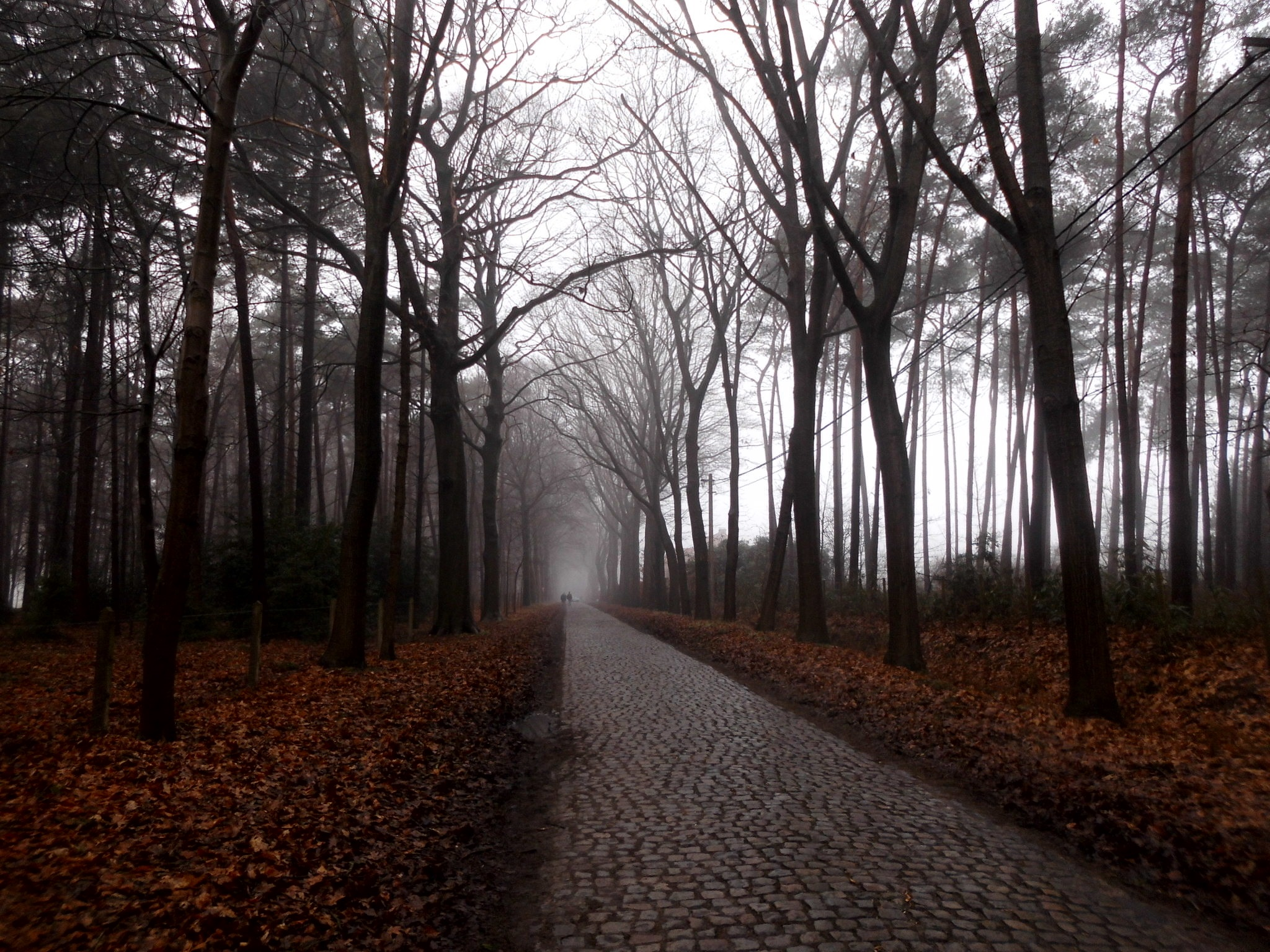
Antwerpse Heirweg in Assenede

De Antwerpse Heirweg is een oude baan van Oudenburg naar Antwerpen met enkele vertakkingen, plaatselijk ook 'Brugse Heirweg' genoemd. Ze is gelegen op de dekzandrug Verrebroek-Gistel. De naam doet denken aan een Heerweg van Gallo-Romeinse oorsprong, maar hierover zijn er echter nog heel grote onduidelijkheden. Grote stukken van de weg zijn nog heel duidelijk te zien, onder andere in Ertvelde
In 2021 legden archeologen voor het eerst een strook van de Romeinse zandweg Oudenburg-Antwerpen bloot, in Adegem (Maldegem). Deze weg uit de 2de en 3de eeuw na Chr. was daar tien meter breed tussen twee grachten, en telde een karrenspoor in elke richting. Volgens de archeoloog zijn "de Romeinse wegen in de zandstreek niet goed gekend omdat ze niet in steen werden aangelegd. Dat betekent niet dat ze niet belangrijk waren".

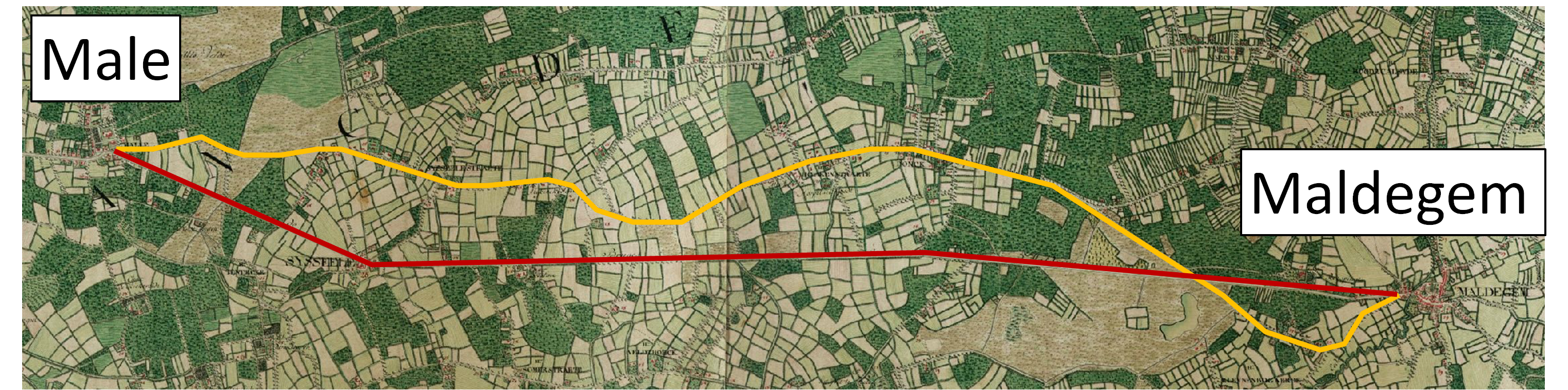
Vergelijk het kronkelend verloop van de Antwerpse Heirweg (in het geel) tussen Male en Maldegem met de later aangelegde steenwegen (in het rood), op de Ferrariskaart.

Er zijn nog heel wat straatnamen die naar de oude weg verwijzen:
- Antwerpse Heirweg Brugge, Damme[9]
- Antwerpse Heerweg Eeklo, Lembeke en Assenede[2]
- Heirweg Moerbeke, Stekene
- Brugse Heirweg Stekene